# Xenotrachea
Xenotrachea là một chi bướm đêm thuộc họ Noctuidae.

## Loài
- Xenotrachea albidisca (Moore, 1867)
- Xenotrachea aurantiaca (Hampson, 1894)
- Xenotrachea auroviridis (Moore, 1867)
- Xenotrachea chrysochlora (Hampson, 1908)
- Xenotrachea leucopera (Hampson, 1908)
- Xenotrachea niphonica Kishida & Yoshimoto, 1979
- Xenotrachea tsinlinga (Draudt, 1950)